# Хичій Іван Дмитрович
Іван Дмитрович Хичій (1889, с. Потутори, Австро-Угорщина — липень 1958, м. Чортків, нині Україна) — український правник, громадський діяч, доктор права (1925).

## Життєпис
Закінчив гімназію в м. Бережани. Навчався в університетах у містах Львів і Чернівці. Адвокат у Бережанах.
Під час Першої світової війни — офіцер австрійської армії. Старшина УГА.
Займався адвокатською практикою в Бережанах (від 1922), містечку Гусятин (від 1925; нині смт), у Чорткові (від 1930), де член управлінь товариств «Просвіта», «Рідна школа», «Сільський господар», «Український шлях»; від 1937 — заступник голови повітової організації Українського національно-демократичного об'єднання.
В'язень Берези Картузької. У 1939 році заарештований органами НКВС, засуджений, відправлений в Архангельську область (нині РФ). Звільнений 1941 року, від літа 1942 — в Казахстані, куди 1940 року радянські власті виселили його сім'ю. У 1946 році повернувся додому, працював учителем. Реабілітований у 1989 році.

## Пам'ять
Іменем Івана Хичія названа вулиця у Чорткові.